# Сольдан-Бруфельдт, Венни
Вендла (Венни) Ирен Сольдан-Бруфельдт (швед. Vendla (Venny) Irene Soldan-Brofeldt; 2 ноября 1863[…], Гельсингфорс — 10 октября 1945[…], Хельсинки) — финская художница, график, иллюстратор, скульптор, дизайнер, феминистка.

## Биография
Дочь Августа Фридриха Сольдана, первого директора Финляндского монетного двора (1861—1885). Её брат Август Леопольд Сольдан также был художником.
В 1880—1884 годах училась в столичной рисовальной школе Финского художественного объединения (ныне Академия изящных искусств), брала частные уроки у художницы Марии Вийк. В 1883 году вместе с Ээро Ярнефельтом приехала на учёбу в Санкт-Петербург, но не поступила в ИАХ и до 1885 года осваивала мастерство рисунка в училище технического рисования барона Штиглица.
Позже в Париже недолго обучалась в Академии Коларосси. Совершила ознакомительные поездки в Испанию и Италию, где изучала и копировал работы старых мастеров. Вернувшись на родину, работала учителем рисования.
В 1891 году вышла замуж за Юхани Ахо (1861—1921), первого профессионального писателя Финляндии, который 12 раз номинировался на Нобелевскую премию по литературе. Была не только его женой, но и соавтором — в 1894 году вышла их совместая детская книга «Финская иллюстрированная книжка для детей и молодёжи».
У них было двое сыновей: Хейкки Ахо, режиссёр и Антти Ахо.
Пережила мужа на 24 года. Похоронена на кладбище Хиетаниеми в Хельсинки.
Суфражистка, поражала своих соседей ездой на велосипеде, курением трубки и использованием брюк. Стояла у истоков создания Финской женской ассоциации.
Автор ряда пейзажей, жанровых картин, портретов, скульптур из дерева и бумаги, иллюстрировала детские книги, занималась дизайном ювелирных изделий.

## Избранные картины
- Пиетисты
- Человек в кимоно
- Портрет скульптора Сигрид Форселлес
- Флорентийский полицейский хор
- Рыбаки и сети
- Мальчик, играющий в луже